# Little Creatures
Little Creatures è il sesto album dei Talking Heads, pubblicato nel 1985. L'opera esamina temi relativi alla cultura americana e include elementi di musica country, con molte canzoni che presentano parti suonate alla steel guitar. È stato votato il miglior album dell'anno (1985) sulla rivista The Village Voice da una selezioni di critici musicali.
La copertina è opera dell'artista Howard Finster, e venne scelta come migliore dell'anno dalla rivista Rolling Stone.
Nel 2005 fu pubblicato nuovamente in versione rimasterizzata in formato Dualdisc dalla "Warner Music Group" per l'etichetta Warner Bros./Sire Records/Rhino Records, con l'aggiunta di tre ulteriori canzoni sul lato CD (versioni iniziali di Road To Nowhere e And She Was, più un "extended mix" di Television Man). Il lato DVD-A conteneva le versioni stereo e 5.1 surround ad alta risoluzione (96 kHz/24bit), oltre a quella Dolby Digital, e i video di And She Was e Road to Nowhere. In Europa fu pubblicato su due supporti distinti invece di uno solo. La produzione è di Andy Zax insieme al gruppo.
La canzone Stay Up Late fa parte della colonna sonora del film del 2008 Baby Mama.

## Tracce
- Tutte le canzoni sono opera di David Byrne, tranne dove indicato diversamente:

1. And She Was – 3:36
2. Give Me Back My Name (Byrne, Chris Frantz, Jerry Harrison, Tina Weymouth) – 3:20
3. Creatures of Love – 4:12
4. The Lady Don't Mind (Byrne, Frantz, Harrison, Weymouth) – 4:03
5. Perfect World (Byrne, Frantz) – 4:26
6. Stay Up Late – 3:51
7. Walk It Down – 4:42
8. Television Man – 6:10
9. Road to Nowhere (Byrne, Frantz, Harrison, Weymouth) – 4:19

## Formazione
Talking Heads
- David Byrne – chitarra, voce
- Chris Frantz – batteria
- Jerry Harrison – tastiere, chitarra, cori
- Tina Weymouth – basso, cori

Collaboratori
- Ellen Bernfeld – cori in Perfect World e Walk It Down
- Andrew Cader – asse per lavare in Road to Nowhere
- Gordon Grody – cori
- Erin Dickens – cori in Television Man e Road to Nowhere
- Lani Groves – cori
- Diva Gray – cori in Road to Nowhere
- Jimmy Macdonell – fisarmonica in Road to Nowhere
- Lenny Pickett – sassofono
- Steve Scales – percussioni
- Naná Vasconcelos – percussioni in Perfect World
- Eric Weissberg – steel guitar in Creatures of love e Walk It Down
- Kurt Yahijian – cori

Personale tecnico
- Jack Skinner – creazione del master audio
- Eric Thorngren – ingegnere del suono, missaggio
- Melanie West – secondo ingegnere

## Classifiche

### Classifiche settimanali
| Classifica (1985) | Posizione massima |
| ----------------- | ----------------- |
| Australia         | 2                 |
| Austria           | 4                 |
| Canada            | 18                |
| Germania          | 9                 |
| Norvegia          | 16                |
| Nuova Zelanda     | 1                 |
| Paesi Bassi       | 4                 |
| Regno Unito       | 10                |
| Stati Uniti       | 20                |
| Svezia            | 10                |
| Svizzera          | 12                |

### Classifiche di fine anno
| Classifica (1985) | Posizione |
| ----------------- | --------- |
| Australia         | 7         |
| Canada            | 57        |
| Germania          | 47        |
| Nuova Zelanda     | 5         |
| Paesi Bassi       | 39        |
| Regno Unito       | 77        |
| Classifica (1986) | Posizione |
| Australia         | 17        |
| Nuova Zelanda     | 12        |
| Regno Unito       | 59        |
| Stati Uniti       | 38        |